# مانافجات
مانافجات (بالتركية: Manavgat) وتكتب بالعربية أيضًا منافغات و منافجات، هي مدينة سياحية ضمن منطقة المنتجعات السياحية الشهيرة بمحافظة أنطاليا، على الساحل الجنوبي لتركيا المسمى الريفييرا التركية أو ساحل الفيروز والذي يشمل محافظات أنطاليا وموغلا وجنوب إزمير وغربي مرسين، وتقع مانافجات تحديداً على بعد حوالي 80 كم شرق مدينة أنطاليا، و 60 كم شمال غرب ألانيا و 7 كم شمال شرق المدينة القديمة ومنتجع سِيده.

## السكان والجغرافيا والسياحة
تعتبر مانافجات ثاني أكبر مقاطعة في محافظة أنطاليا بمساحة 2283 كم مربع، ويبلغ عدد سكان المدينة 242.490 نسمة (وفقًا لتعداد 2020) حيث يعيش فيها جزء كبير من السكان الأتراك العاملين في قطاع السياحة في الفنادق المحيطة بالمدينة وفي منتجع سيده ولذلك فهي تعتبر بمثابة مركز لوجستي للسياحة في المنتجعات الشرقية بمحافظة أنطاليا، وهذا ما يفسر نموها المستمر. إضافة إلى ذلك، تشتهر منافغات إقليمياً بسوقها الكبير وسوق التوابل، الذي يزوره السكان المحليون والسياح على حد سواء. تقع مانافجات في السهل الخصب بين جبال طوروس ودلتا نهر مانافجات. يزرع فيها القطن والحبوب والسمسم والعديد من أنواع الفاكهة والخضروات والزهور في السهل وأيضًا في البيوت البلاستيكية، كما توجد في ضواحي المدينة مزارع الموز الأولى في المنطقة.
يمر عبر المدينة نهر مانافجات وهو النهر الأكثر تدفقًا بانتظام في تركيا ويُعد أطول نهر تحت الأرض في العالم والذي يحتوي علي أكبر كمية من المياه التي يتم توفيرها من مصدر واحد فقط، ويحظى نهر مانافجات بشعبية كبيرة بسبب بيئته الطبيعية الخلابة ومياهه النظيفة والغنية بالمعادن، كما أنه أيضاً موطن العديد من أنواع الأسماك والطيور مثل سمك السلمون، السلعون، البط والإوز. وعلي مقربة من الشلالات والنهر توجد حدائق الشاي ذات الروائح العطرة، والتي تقدم الشاي الأصيل من الحقول القريبة كما تقدم فرصة للاسترخاء وتناول الأسماك الشهية، والاستمتاع برائحة النهر والتقاط الصور التذكارية للشلال. كما يوجد في المدينة أيضًا الكثير من المحلات لبيع الهدايا التذكارية، والعملات، والنقوش والصور والرسوم للشلال، وهناك مصورون لالتقاط وبيع الصور.
ويعتبر شلال مانافجات والمسمى بالشلال الكبير büyük şelale من أشهر الأماكن السياحية في انطاليا، و الذي يقع على نهر مانافجات، على الجانب الشرقي من جبال طوروس، ويطلق عليه البعض اسم نياجرا التركية. كما استُحدِث في المدينة شلال اصطناعي وسط المدينة على نهر مانافجات، يسمى الشلال الصغير ( küçük şelale)، ويشكل تمثال أتاتورك الذي يقف فوق الشلال صورة جذابة مع الشلال، بالإضافة إلى بعض مطاعم الأسماك الواقعة على النهر. هذه المعالم وغيرها هي التي جعلت من مدينة مانافجات وجهة سياحية شهيرة، وتطورت من مدينة صغيرة إلى مدينة أكبر بها العديد من المتاجر ومراكز التسوق والمطاعم والحانات.
يقام في مانافجات أيضًا سوق مانافجات الأسبوعي كل يوم إثنين، ويمثل وجهة ساحرة للتسوق عند زيارة المدينة، حيث يأتي إليه البائعين من القرى الجبلية لبيع الفاكهة والخضار والتوابل والهدايا التذكارية، مع  التذكارات التركية التقليدية، بما في ذلك السلع الجلدية والمجوهرات الذهبية وبأسعار معقولة.
ومن المعالم الملفتة للنظر في المدينة، الجسر الفولاذي ذو المسار الواحد الذي يربط بين ضفتي نهر مانافجات، والذي شيدته شركة كروب الألمانية Krupp خلال الفترة 1931-1938 وظل لفترة طويلة الجسر الوحيد الرابط بين ضفتي النهر، ثم منذ فترة ليست بعيدة، قامت بلدية المدينة ببناء جسر آخر سُمي الجسر الجديد Yeni Köprü، يمكن استعماله من قبل ذوي الاحتياجات الخاصة أيضًا، من خلال وجود مصعد كهربائي في كل طرف من طرفي الجسر.
مناخ مانافجات متوسطي حار جاف صيفًا وشتاء دافئ ورطب. نادرًا ما تنخفض درجة الحرارة إلى درجة التجمد. تُروي المقاطعة بنهر مانافجات، ولديها سدين للطاقة الكهرومائية. في عام 2001 بدأ التخطيط لتصدير المياه من هذه السدود إلى إسرائيل ودول البحر الأبيض المتوسط الأخرى بما في ذلك مالطا وقبرص، غير أنه تم تجميد تلك الخطط اعتبارًا من عام 2006.

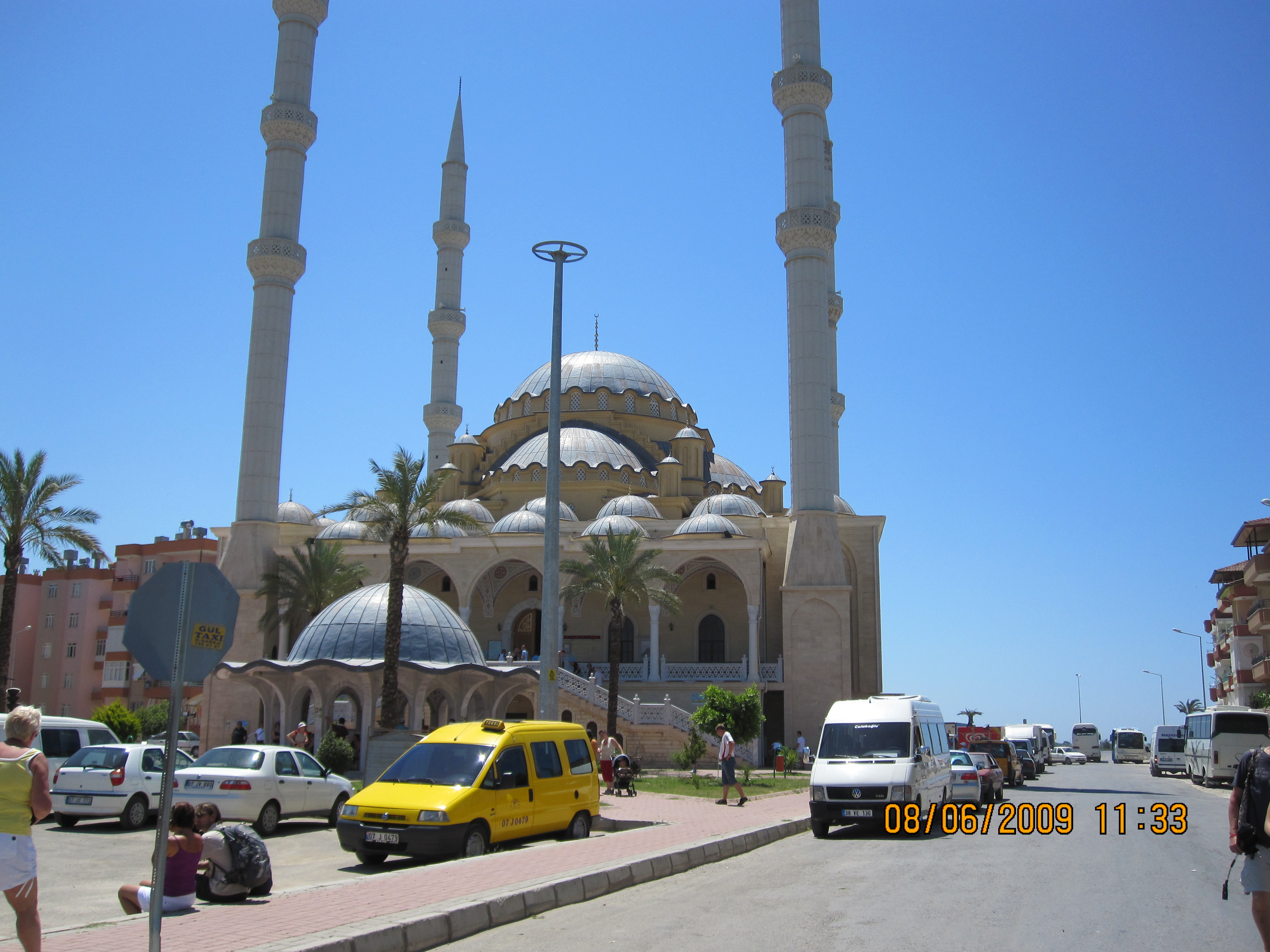
المسجد
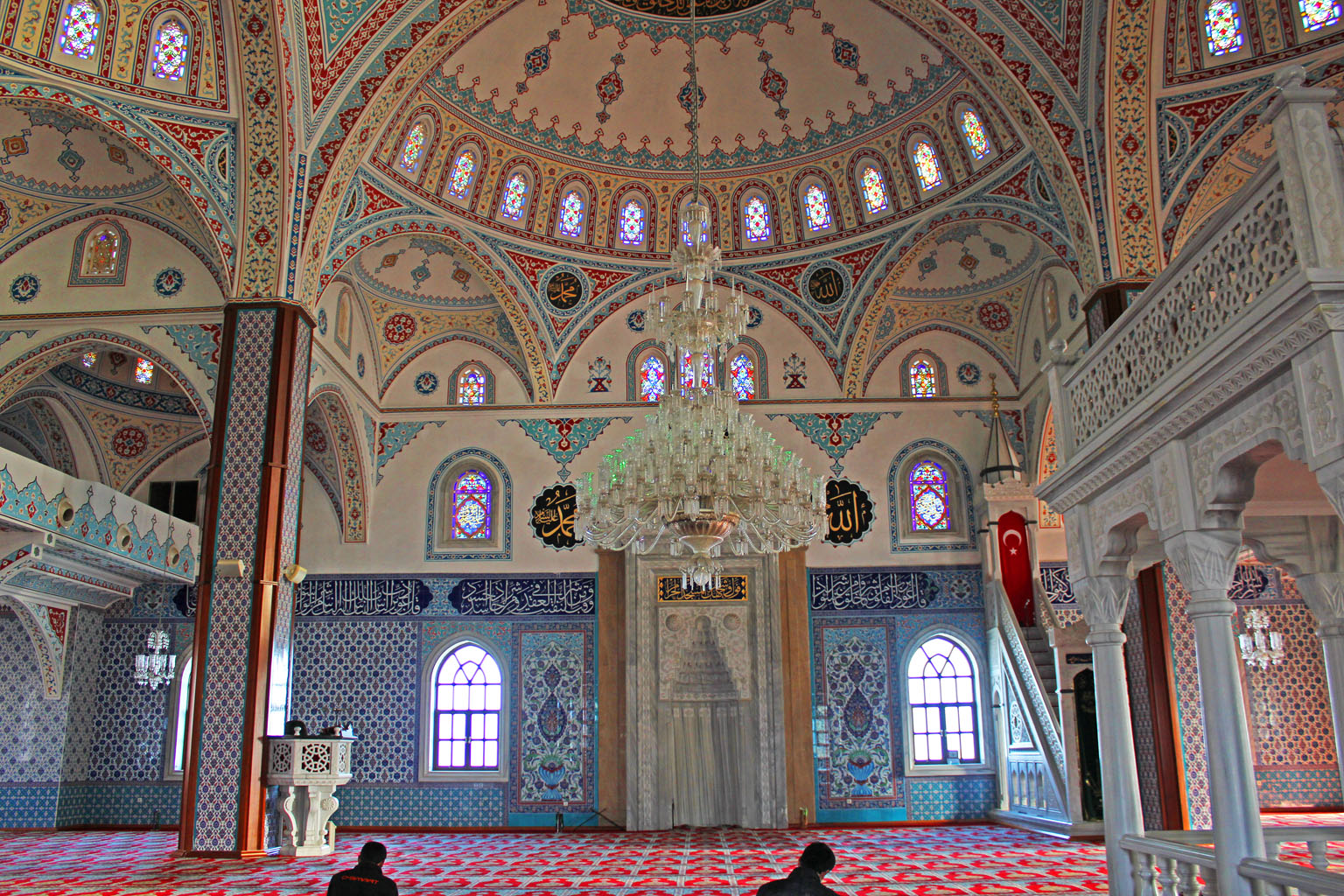
المسجد من الداخل
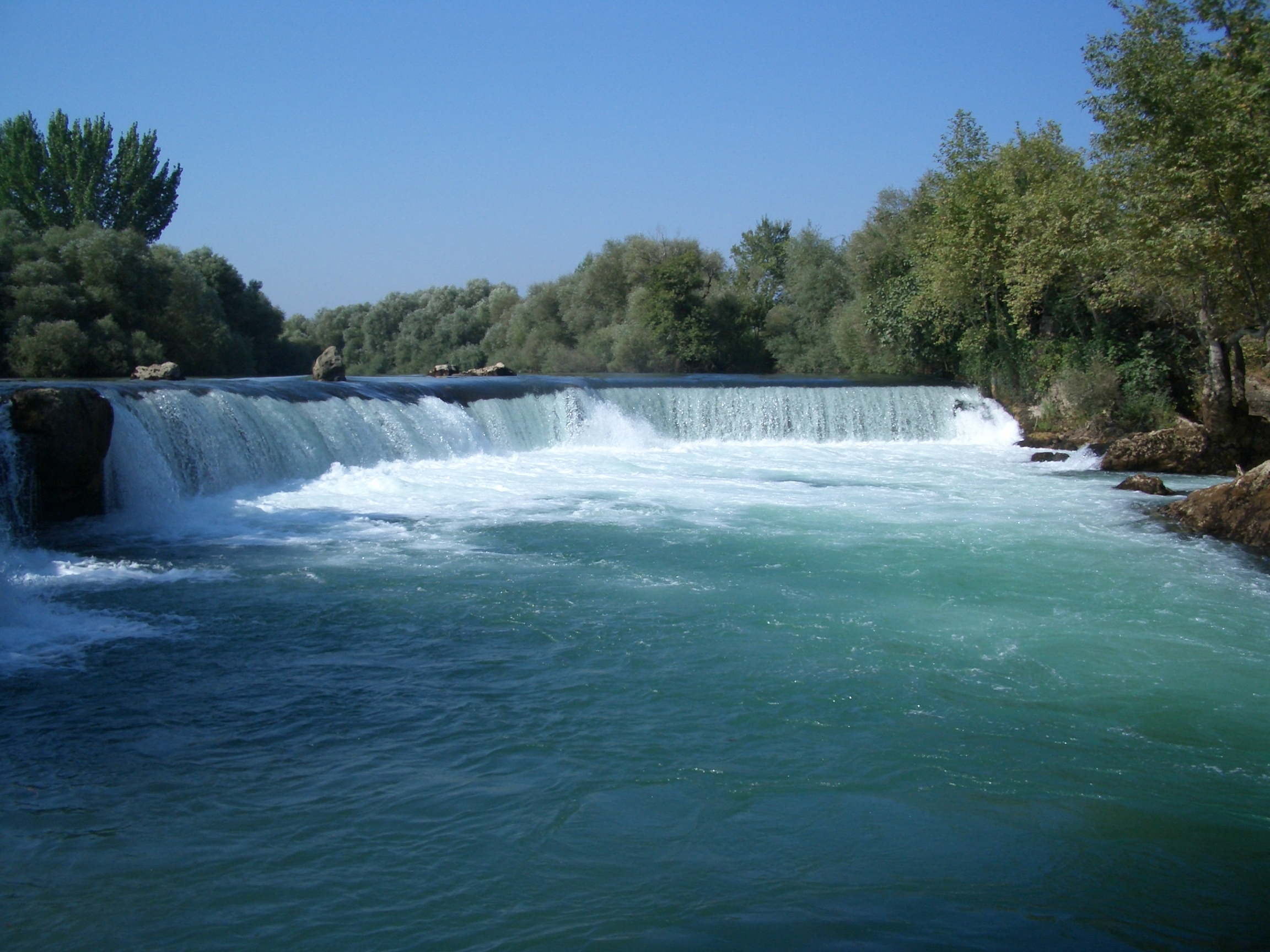
الشلال
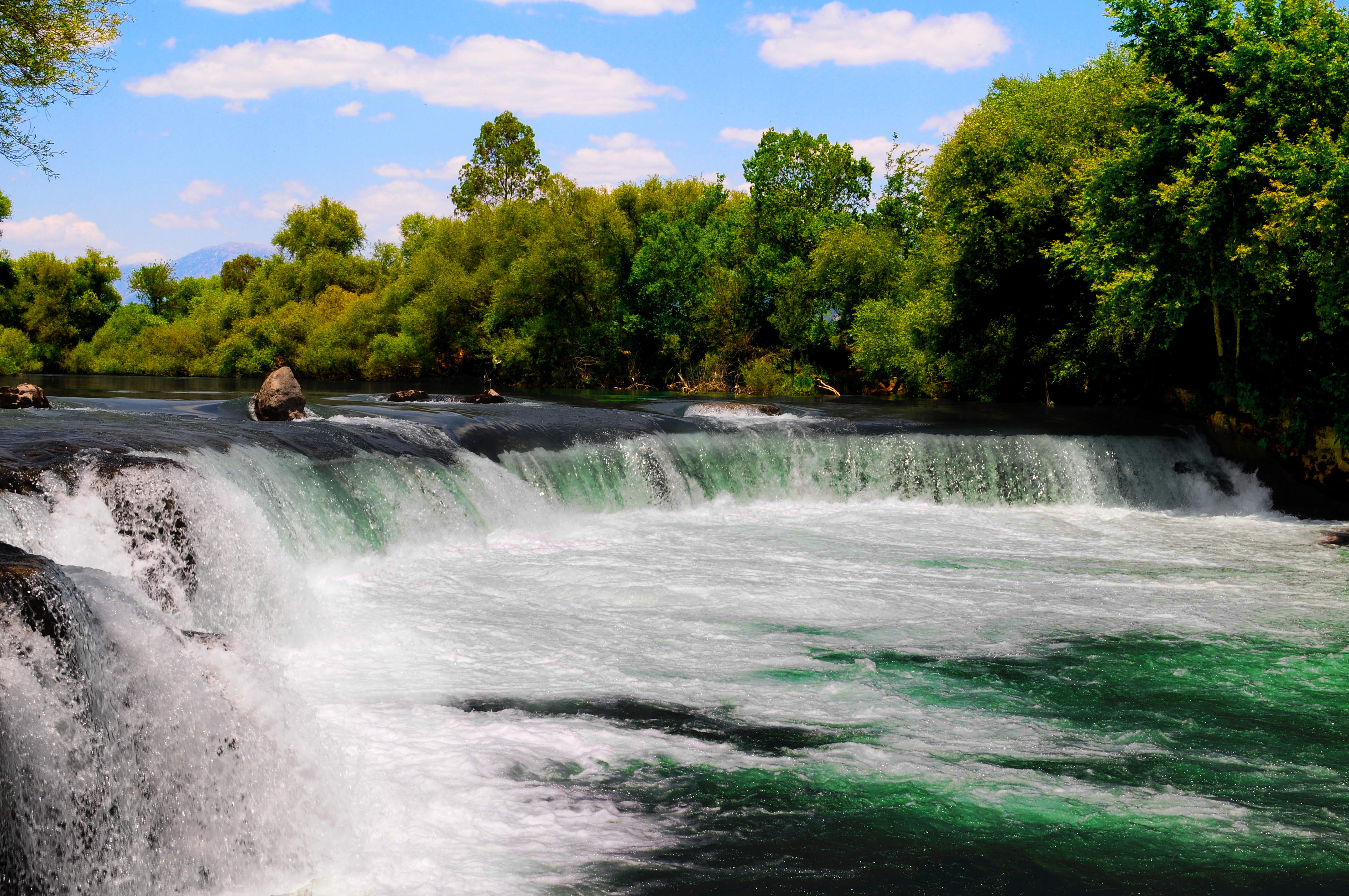
الشلال
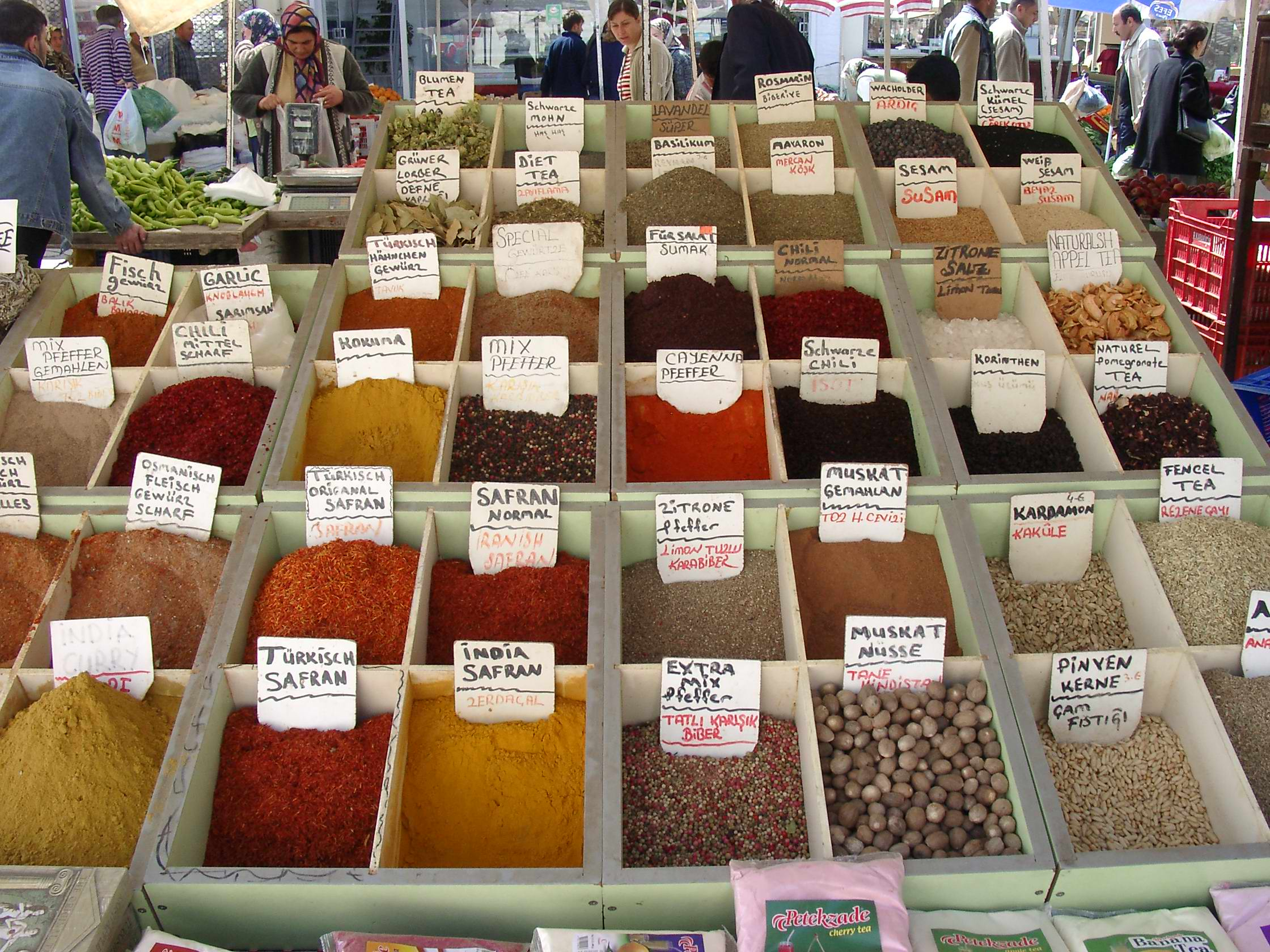
سوق التوابل
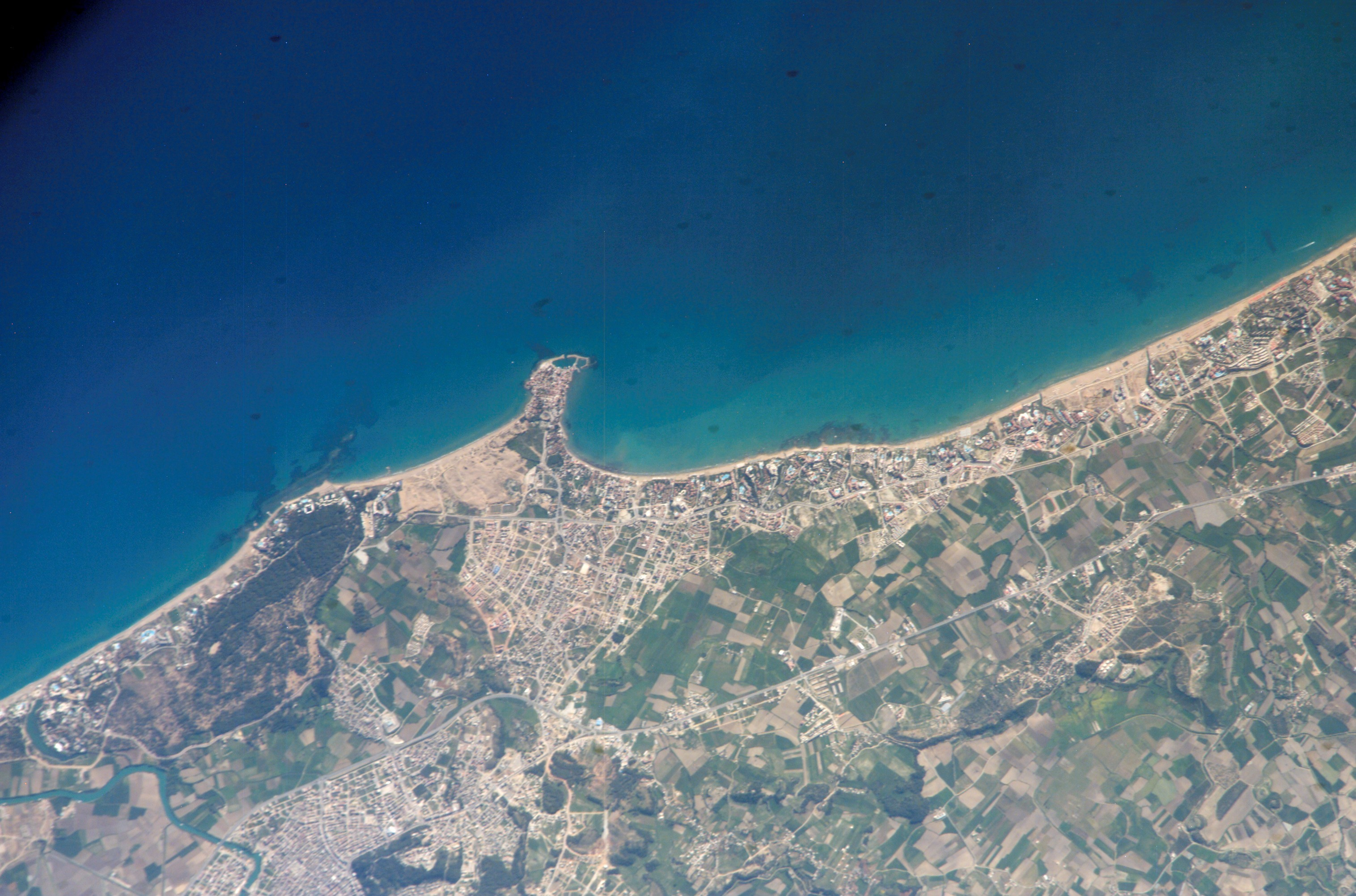
صورة جوية لمنطقة منافغات ومنتجع سيده